# COSTAR

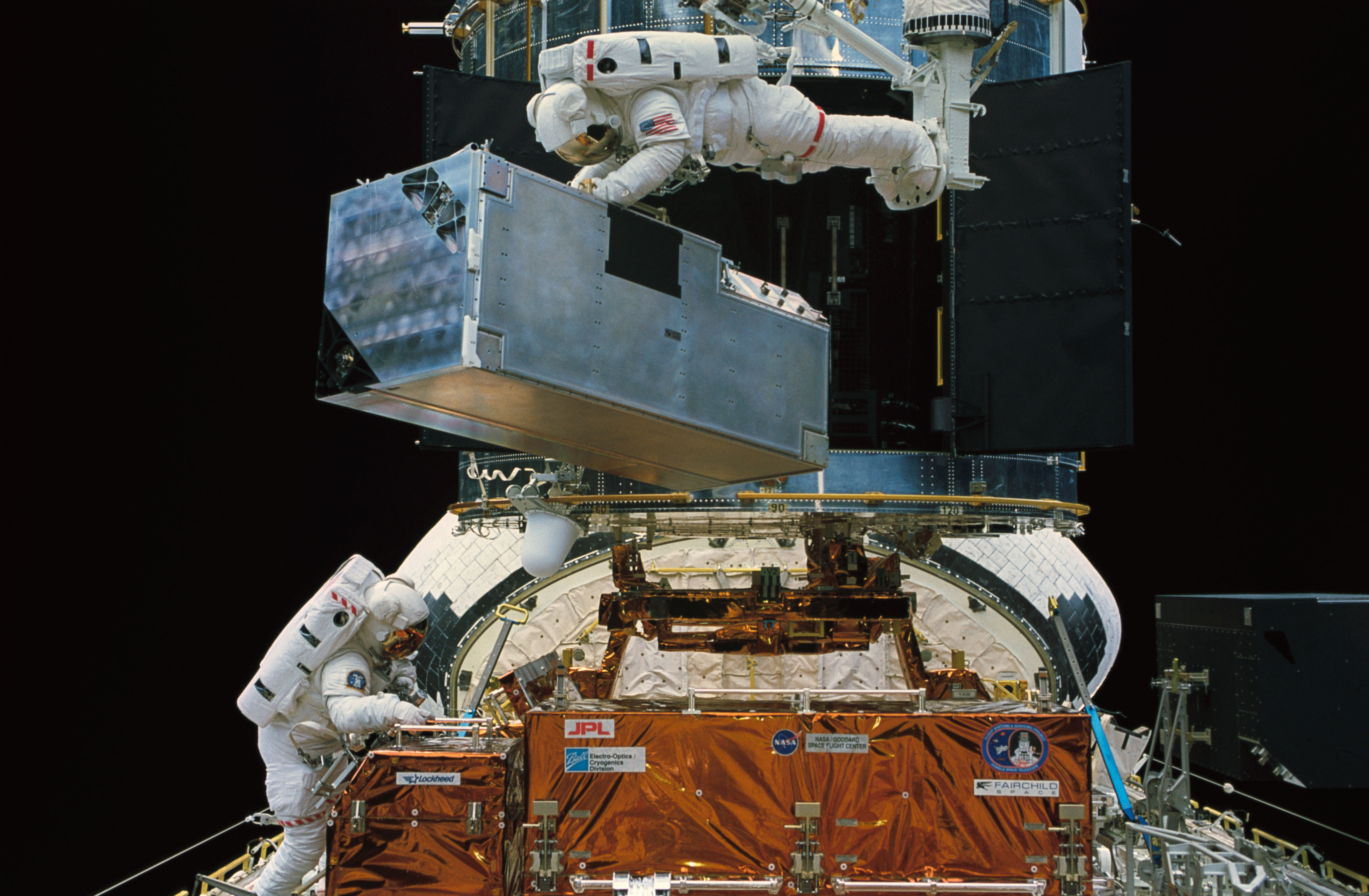
Montowanie modułu COSTAR przez załogę promu kosmicznego

COSTAR (ang. Corrective Optics Space Telescope Axial Replacement) – moduł zainstalowany w Teleskopie Kosmicznym Hubble'a korygujący wadę zwierciadła głównego teleskopu. Zwierciadło główne zostało wykonane niepoprawnie i pierwsze zdjęcia uzyskiwane przy użyciu teleskopu okazały się zupełnie nieostre. By rozwiązać problem, wynikający z błędu popełnionego podczas szlifowania zwierciadła, NASA opracowała Moduł Korekcyjnej Optyki Osiowej (COSTAR), którego najważniejszym elementem było pięć niewielkich zwierciadeł korekcyjnych. 8 grudnia 1993 roku ekipa astronautów z promu kosmicznego Endeavour (misja STS-61) zainstalowała moduł COSTAR w miejsce zdemontowanego Fotometru Dużej Prędkości (HSP). Od tego czasu teleskop mógł już wykonywać obserwacje z dobrą ostrością. Moduł COSTAR korygował obraz tylko w modułach Kamera Obiektów Słabych (FOC), Spektograf Obiektów Słabych (FOS) i Spektrograf Wysokich Rozdzielczości Goddarda (GHRS), gdyż główna Kamera Szerokokątna i Planetarna 1 WFPC1 w tej samej misji została wymieniona na nową WFPC2, która sama w sobie zawierała odpowiedni układ korygujący.
Po tym jak wszystkie instrumenty pierwszej generacji zostały wymienione na nowe w kolejnych misjach serwisowych do Teleskopu Hubble'a, moduł COSTAR stał się niepotrzebny. Od 2002 roku nie był wykorzystywany. W maju 2009 roku został zdemontowany i sprowadzony na Ziemię przez astronautów misji STS-125 wahadłowca Atlantis. W jego miejsce zainstalowano spektrograf Cosmic Origins Spectrograph (COS).
COSTAR znajduje się obecnie na wystawie National Air and Space Museum w Waszyngtonie.